# ミシェル＝ルイ・ゲラール・デ・ローリエ
ミシェル＝ルイ・ゲラール・デ・ローリエ (Michel-Louis Guérard des Lauriers, 1898年10月25日 – 1988年2月27日) は、フランス人のドミニコ会の神学者である。晩年は聖伝主義のカトリック司教となり、教皇座空位主義およびSedeprivationism を支持したため、聖座によって破門された人物である。

## 経歴
ミシェル＝ルイ・ゲラール・デ・ローリエは、1898年10月25日にフランスのパリ近郊で誕生した。
1921年に高等師範学校に入学し、ローマでトゥーリオ・レヴィ＝チヴィタ教授のもとで2年間学んだ。
1925年にドミニコ会に入会した。1927 年にアミアンのドミニコ会修練院に入学し、1930年に誓願を立てた。
高等師範学校卒業生であり、数学の一級教員資格（アグレジェ）を保持していた。

### 司祭として
1931年7月29日、デ・ローリエは司祭に叙階された。
1933年、彼はベルギーのドミニコ会神学校 Le Saulchoir の哲学教授に就任した。1940年、Sur les systèmes différentiels du second ordre qui admettent un groupe continu fini de transformations （仏: 有限連続変換群を許容する2次微分系について）なる論文で数学の博士号を取得した。
教皇ピオ12世の下では、ローマの教皇庁立ラテラノ大学(Pontifical Lateran University)で教授を務めた。
1979年、デ・ローリエはマルセル・ルフェーブル大司教および彼とバチカンとが協定を結ぶ可能性などを懸念し、ルフェーブル大司教にこれを警告する書簡を送った。

### Sedeprivationism
デ・ローリエは、（パウロ6世在位当時の）教皇権の現状は、パウロ6世がMagisteriumの中で異端を説いていると伝えられることに基づき、パウロ6世は真の教皇とはなりえず、質料的な教皇ではあるが形相的な教皇ではないからである、という信念 (Sedeprivationism) を支持した。この立場はThesis of Cassiciacumとして知られている。

### 司教として
1981年5月7日、長い検討の末、デ・ローリエはフランスのトゥーロンで教皇座空位主義者のトゥク司教によって司教に聖別された。よって、彼は1983年3月にヨーゼフ・ラッツィンガー枢機卿によってカトリック教会から破門された。
デ・ローリエは、1984年4月30日にドイツ人のGünther Storckを、1986年8月22日にアメリカ人のRobert McKennaを、それぞれ司教に聖別した。

### 死去および死後の影響
デ・ローリエは、1988年2月27日に89歳でフランスのコーヌ＝クール＝シュル＝ロワールで死去した。フランスの Raveau に葬られた。
Istituto Mater Boni Consilii (IMBC) のベルギー人のGeert Stuyver司教、および Roman Catholic Institute (RCI) のドナルド・サンボーン司教は、デ・ローリエの Thesis of Cassiciacum を支持している。

## 著書

### デ・ローリエ著
- Le Saint-Esprit, âme de l'Eglise, Étiolles, Seine et Oise : Monastère de la Croix, 1948.
- Garabandal,  S.l., 1965.
- Lettera ad un religioso di Simone Weil ; trad. di Mariella Bettarini. Risposta alla Lettera ad un religioso di Guérard des Lauriers ; trad. di Carmen Montesano (Lettre à un religieux),  Torino : Borla, 1970.
- La Mathématique, les mathématiques, la mathématique moderne, Paris : Doin, 1972.
- Homélie (prononcée le 15 mai 1971 pour l'anniversaire de la mort de l'amiral de Penfentenyo de Kervéréguin),  Versailles : R.O.C., 1973.
- La Charité de la vérité, Villegenon :  Sainte Jeanne d'Arc, 1985.
- La Présence réelle du Verbe incarné dans les espèces consacrées, Villegenon : Sainte Jeanne d'Arc, 1987.

## 参照
1. ↑  Edward Jarvis, Sede Vacante: the Life and Legacy of Archbishop Thục, Apocryphile Press, Berkeley CA, 2018, pp. 109-112 ISBN 1949643026
2. ↑  Istituto Mater Boni Consilii (IMBC). "Memento di Padre Guérard des Lauriers o.p."
3. ↑  “Lauriers: Sur les systèmes différentiels du second ordre qui admettent un groupe continu fini de transformations”.   numdam.org. 2023年6月24日閲覧。
4. ↑  “Sodalitium - Site officiel de l'Institut Mater Boni Consilii” (フランス語). Sodalitium. 2016年4月11日時点のオリジナルよりアーカイブ。2019年10月6日閲覧。
5. ↑  “Notification”. www.vatican.va. 2022年7月1日閲覧。

## 参考資料
- Interview with Bp. Guerard des Lauriers about the Cassiciacum Thesis (イタリア語)
- Louis-Marie de Blignières, Le mystère de l'être. L'approche thomiste de Guérard des Lauriers, Paris, J. Vrin, 2008.